# Bystrá (Prešov)
|  | No s'ha de confondre amb Bystrá (Banská Bystrica). |

Bystrá és un poble i municipi d'Eslovàquia. Es troba a la regió de Prešov, al nord del país.

## Història
La primera referència escrita de la vila data del 1405.

## Demografia
| Godina             | 1994 | 2004    | 2014   | 2024    |
| ------------------ | ---- | ------- | ------ | ------- |
| Nombre de persones | 49   | 33      | 30     | 16      |
| Diferència         |      | −32,65% | −9,09% | −46,66% |

| Godina             | 2023 | 2024    |
| ------------------ | ---- | ------- |
| Nombre de persones | 14   | 16      |
| Diferència         |      | +14,28% |